# Silikattechnologie
Die Silikattechnologie basiert auf Silizium als Element und erschließt sich durch die Umsetzung von anorganischen oder anorganisch-organisch modifizierten Silikaten. Die wichtigsten Vertreter auf der Rohstoffseite sind Wasserglas, Hüttensand (Geopolymere) und Flugasche. Die Beschichtungen und Werkstoffe der Silikattechnologie zeichnen sich durch eine ausgezeichnete Beständigkeit gegen Säuren, UV-Bewitterung und Temperatur, zum Teil auch gegen Alkalische Lösungen, Abrasion und Lösemittel aus.

## Geschichte
Historisch wurden wasserglasbasierte Produkte der Silikattechnologie bereits seit langem für Farben und Anstrichsysteme (Mineralfarbe, Keimfarbe) eingesetzt. Organisch modifizierte Systeme gibt es schon seit geraumer Zeit als Silikat- und Silikonharzfarben. Mineralische Systeme wurden durch die Verfügbarkeit von Hüttensand zugänglich und so gibt es jetzt diverse Systeme auf Basis von alkalisch aktiviertem Hüttensand (Geopolymer). Auch Alumo-Silikate, basierend auf Aluminatzement, haben sich etabliert.

## Neue Entwicklungen
Neue Entwicklungen von geopolymeren Silikatbindemitteln basieren auf einkomponentigen, hoch chemikalienbeständigen Silikatsystemen, die durch alkalische Aktivierung von Hüttensand mit Pulverwasserglas realisiert werden. Die druckwasserdichten, schrumpffreien, umweltfreundlichen Systeme sind frei von Calciumhydroxid und haben somit eine ausgezeichnete Säure- und Laugenbeständigkeit (pH 0-14).
Anders als bei zementgebundenen Baustoffen bildet sich bei den Alkali-Silikat-Mörteln ein amorphes Silikatgel (SiO2 x nH2O) im erhärteten Bindemittel. Diese Alkali-Silikate, auch als Hydrogele bezeichnet, sind im Gegensatz zu zementgebundenen Baustoffen beständig gegen alle anorganischen und organischen Säuren (außer Flusssäure).
Aufgrund der dreidimensionalen Vernetzung der Silikatstrukturen lassen sich sehr stabile Systeme erzeugen, die bereits ohne Faserarmierung Druckfestigkeiten von bis zu 95,3 N/mm² (7 Tage), 131 N/mm² (28 Tage) und Biegezugfestigkeiten von bis zu 10,41 N/mm² (7 Tage) bzw. 11,67 N/mm² (28 Tage) erreichen können. Bei Untersuchungen an der Universität in Dresden konnte gezeigt werden, dass diese dreidimensionale Vernetzung sehr gut dazu geeignet ist, sogar die sehr glatten Kohlenstofffasern sehr fest zu binden (Erstrissspannung >200 N/mm², Spannungs-Dehnungs-Beziehung bei 13,3 % Dehnung >1.200 N/mm²). Man erkennt darüber hinaus in REM Aufnahmen den ausgezeichneten Randschluss zum eingebetteten Füllstoffkorn und der druckwasserdichte Silikatmatrix.

## Verwendung
Diese druckwasserdichten und hoch chemikalienbeständigen Strukturen können auch für die Abdichtung und Reprofilierung von Abwasseranlagen genutzt werden. Es hat sich hierbei gezeigt, dass die silikatischen Strukturen eine höhere Dichtigkeit besitzen als entsprechende zementäre oder polymere Abdichtungssysteme.
Die Verarbeitung der geopolymeren Silikatbindemittel ist identisch zu den bisher eingesetzten polymeren- oder zementären Systemen. Alle existierenden Beschichtungsverfahren und Maschinen können eingesetzt werden. Im Gegensatz zu Zementmörteln lassen sie sich aber aufgrund ihrer dichten Packung und ausgezeichneten Haftung auf mineralischen und metallischen Untergründen auch als dünnschichte Beschichtung und Kratzspachtelung einsetzen. Aufgrund der guten Wasserdampfdiffussionsfähigkeit besteht hierbei keine Gefahr der Kondensation von Feuchtigkeit hinter der Beschichtung, wie es häufig bei polymeren Beschichtungssystemen auf feuchten mineralischen Untergründen zu beobachten ist.
Aufgrund der ausgezeichneten Chemikalienbeständigkeit sowie der anorganischen, quasi keramischen Verbundstruktur, ist keine Korrosion der Oberfläche zu erwarten.
Die Haftung auf mineralischen Oberflächen ist durch das flüssige Bindemittel Wasserglas ausgezeichnet. Auch auf Stahl lässt sich eine sehr gute Haftung erreichen. Lediglich für Polymere wird zur Haftvermittlung ein Polymer-Hybridprimer zur Haftungsvermittlung benötigt.

## Umweltverträglichkeit
Durch den Einsatz von Hüttensand als Basisrohstoff lassen sich so sehr umweltfreundliche Beschichtungen und Werkstoffe herstellen, die eine sehr günstige CO2-Bilanz aufweisen. Diese Produkte sind Lösemittelfrei und nutzen Wasser als umweltverträgliches Lösemittel. Aufgrund des niedrigen pH-Wertes (kein Ca(OH)2) ist es auch für die Verarbeiter ohne zusätzlichen Arbeitsschutz leicht und sicher verarbeitbar.
Es gibt unterschiedliche Wassergläser, die sich durch das metallische Gegenion unterscheiden. Natrium-Wasserglas ist die preiswerteste aber leider auch pflanzentoxische Variante. Lithium-Wasserglas ist die reaktivste Variante, aber sehr teuer und ebenfalls nicht pflanzenverträglich. Kaliumwasserglas ist preiswert als Massenrohstoff erhältlich und als einziger Vertreter mit dem Pflanzendünger Kalium als Gegenion ausgestattet und damit sehr umweltfreundlich.